# Павлівка (Уманський район)
Павлі́вка  — село в Україні, у Баштечківській сільській громаді Уманського району Черкаської області. Розташоване на обох берегах річки Свинотопка (притока Гнилого Тікичу) за 32 км на схід від міста Жашків. Населення становить 890 осіб (станом на 2009 р.).

## Історія
Село відоме з початку 18 століття.
Село постраждало внаслідок геноциду українського народу, проведеного окупаційним урядом СССР 1932—1933 та 1946–1947 роках.
244 мешканця села брали участь у боях радянсько-німецької війни, 137 з них загинули, 119 нагороджені орденами й медалями. На їх честь в селі споруджено обеліск Слави та два пам'ятники на братських могилах.
Станом на початок 70-х років XX століття в селі розміщувалась центральна садиба колгоспу «Червона Армія», за яким було закріплено 2 562,5 га сільськогосподарських угідь, у тому числі 2 467,4 га орної землі. В господарстві вирощували зернові і технічні культури, було розвинуте м'ясо-молочне тваринництво. Працювали млин, пилорама, столярно-теслярська майстерня.
Також на той час працювали восьмирічна школа, клуб на 400 місць, бібліотека з фондом 9,2 тисяч книг, фельдшерсько-акушерський пункт з пологовим відділенням, дитячі ясла, відділення зв'язку, побутова майстерня, три крамниці.

## Освіта
Станом на 2023 рік всі освітні заклади закриті.
Павлівська загальноосвітня школа І-ІІІ ступенів [Архівовано 15 серпня 2017 у Wayback Machine.]